# Tauchira
Tauchira är ett släkte av insekter. Tauchira ingår i familjen gräshoppor.
Kladogram enligt Catalogue of Life:
| Tauchira | \| \| Tauchira abbreviata \| \| \| \| \| \| Tauchira buae \| \| \| \| \| \| Tauchira damingshana \| \| \| \| \| \| Tauchira grandiceps \| \| \| \| \| \| Tauchira hunanensis \| \| \| \| \| \| Tauchira karnyi \| \| \| \| \| \| Tauchira longipennis \| \| \| \| \| \| Tauchira obliqueannulata \| \| \| \| \| \| Tauchira oreophilus \| \| \| \| \| \| Tauchira polychroa \| \| \| \| \| \| Tauchira rufotibialis \| \| \| \| \| \| Tauchira vietnamensis \| \| \| \| |
|          | \| \| Tauchira abbreviata \| \| \| \| \| \| Tauchira buae \| \| \| \| \| \| Tauchira damingshana \| \| \| \| \| \| Tauchira grandiceps \| \| \| \| \| \| Tauchira hunanensis \| \| \| \| \| \| Tauchira karnyi \| \| \| \| \| \| Tauchira longipennis \| \| \| \| \| \| Tauchira obliqueannulata \| \| \| \| \| \| Tauchira oreophilus \| \| \| \| \| \| Tauchira polychroa \| \| \| \| \| \| Tauchira rufotibialis \| \| \| \| \| \| Tauchira vietnamensis \| \| \| \| |
|          | Tauchira abbreviata |
|          | |
|          | Tauchira buae |
|          | |
|          | Tauchira damingshana |
|          | |
|          | Tauchira grandiceps |
|          | |
|          | Tauchira hunanensis |
|          | |
|          | Tauchira karnyi |
|          | |
|          | Tauchira longipennis |
|          | |
|          | Tauchira obliqueannulata |
|          | |
|          | Tauchira oreophilus |
|          | |
|          | Tauchira polychroa |
|          | |
|          | Tauchira rufotibialis |
|          | |
|          | Tauchira vietnamensis |
|          | |